# Manussiha
Manussiha (birman: မနုဿီဟ, shan: မၼုၵ်ႉသီႇႁႃႉ  , pâli: manussīha), du pâli manussa (homme) et siha (lion), est une créature légendaire birmane mi-homme mi-lion qui aurait été créée par des moines missionnaires bouddhistes en 235 EB (309 AEC). Ses statues sont habituellement gardienne des angles d'un stûpa. Sa tête et son torse sont humains et le reste lion, un peu comme un sphinx.

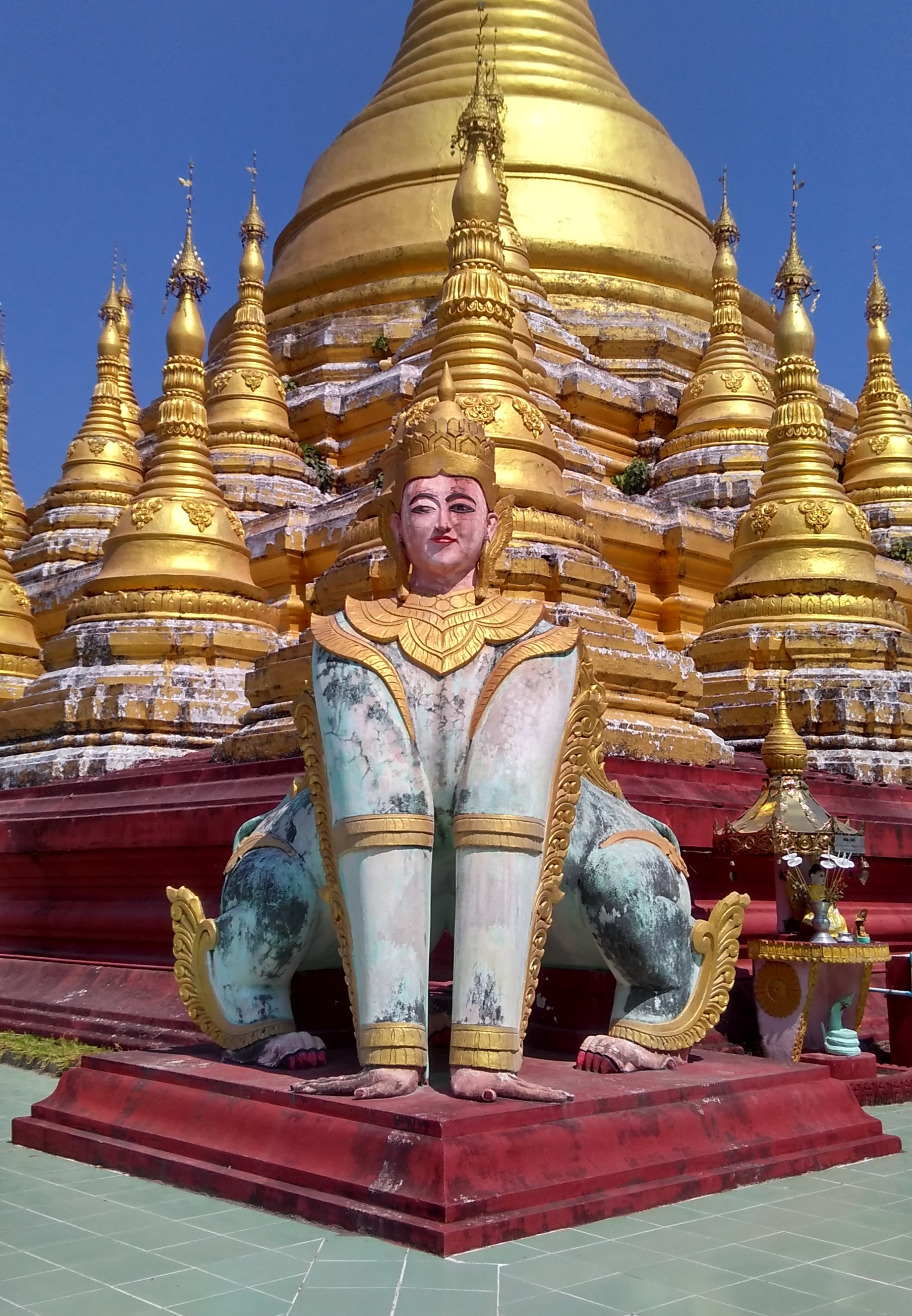
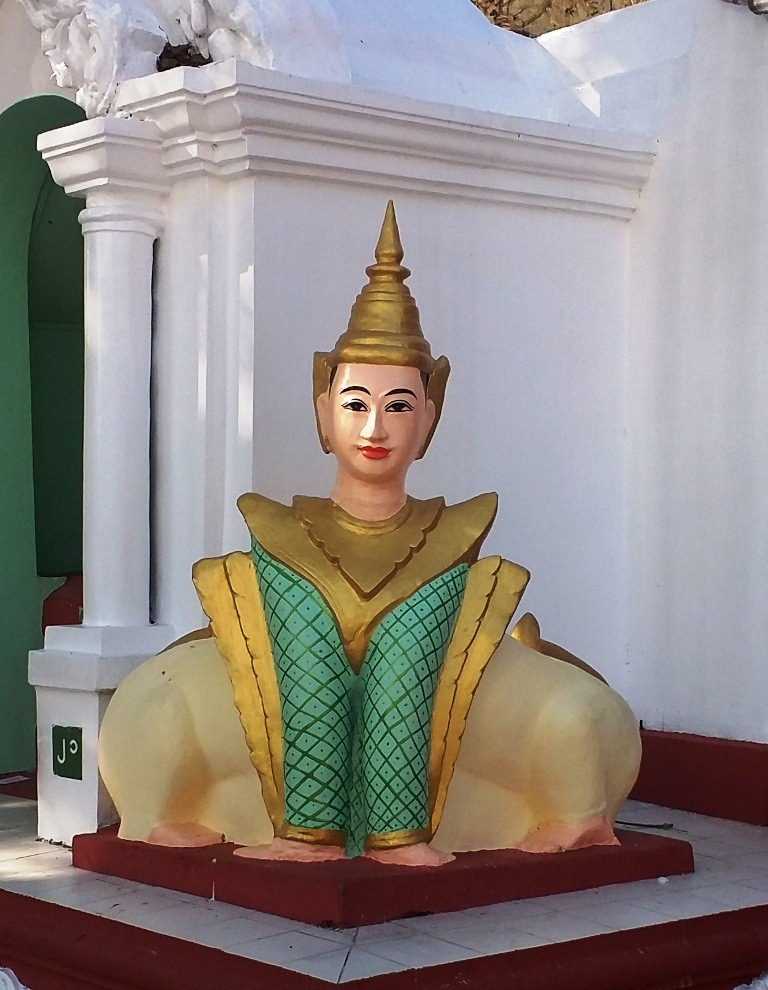
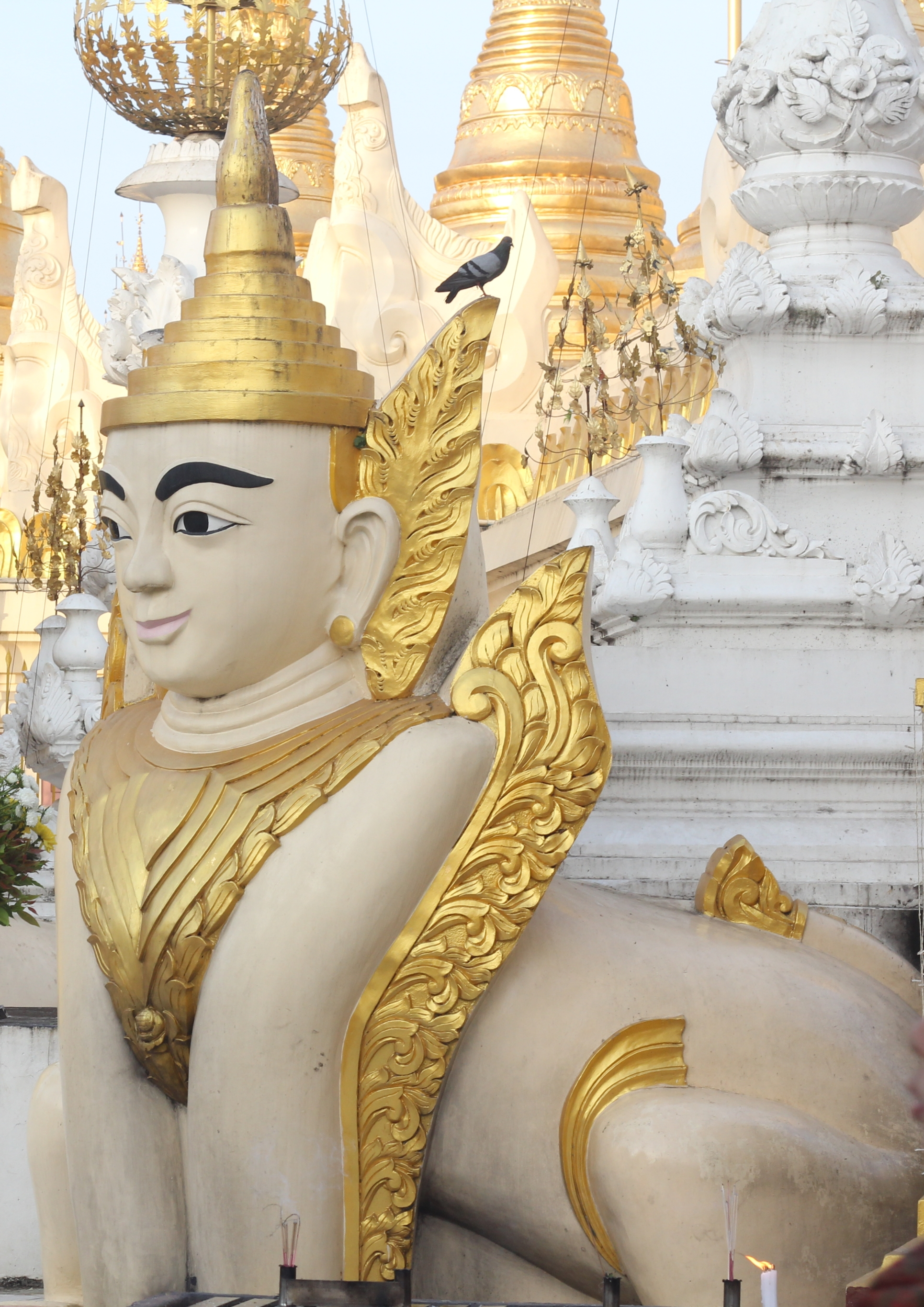
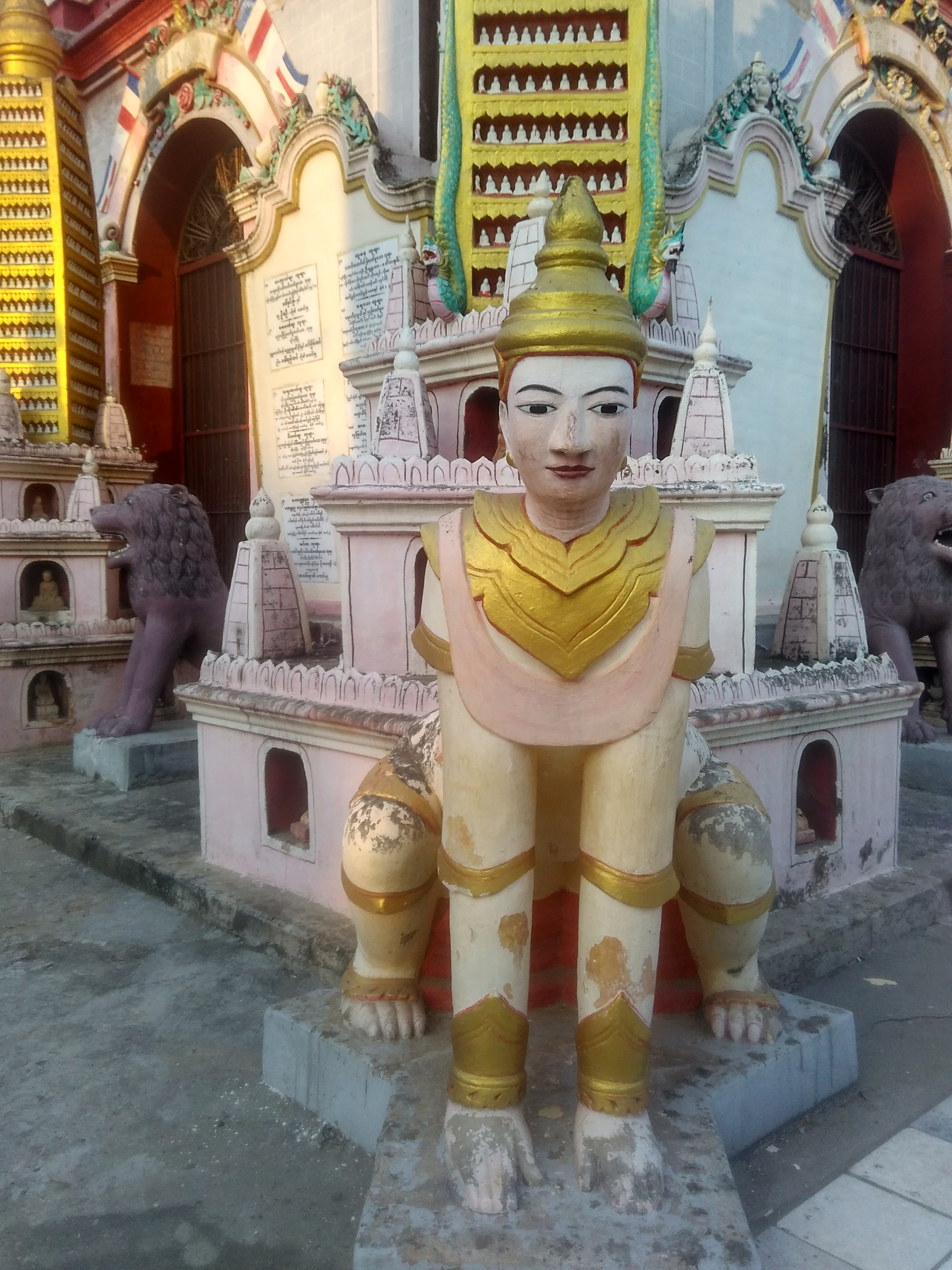

## Légende

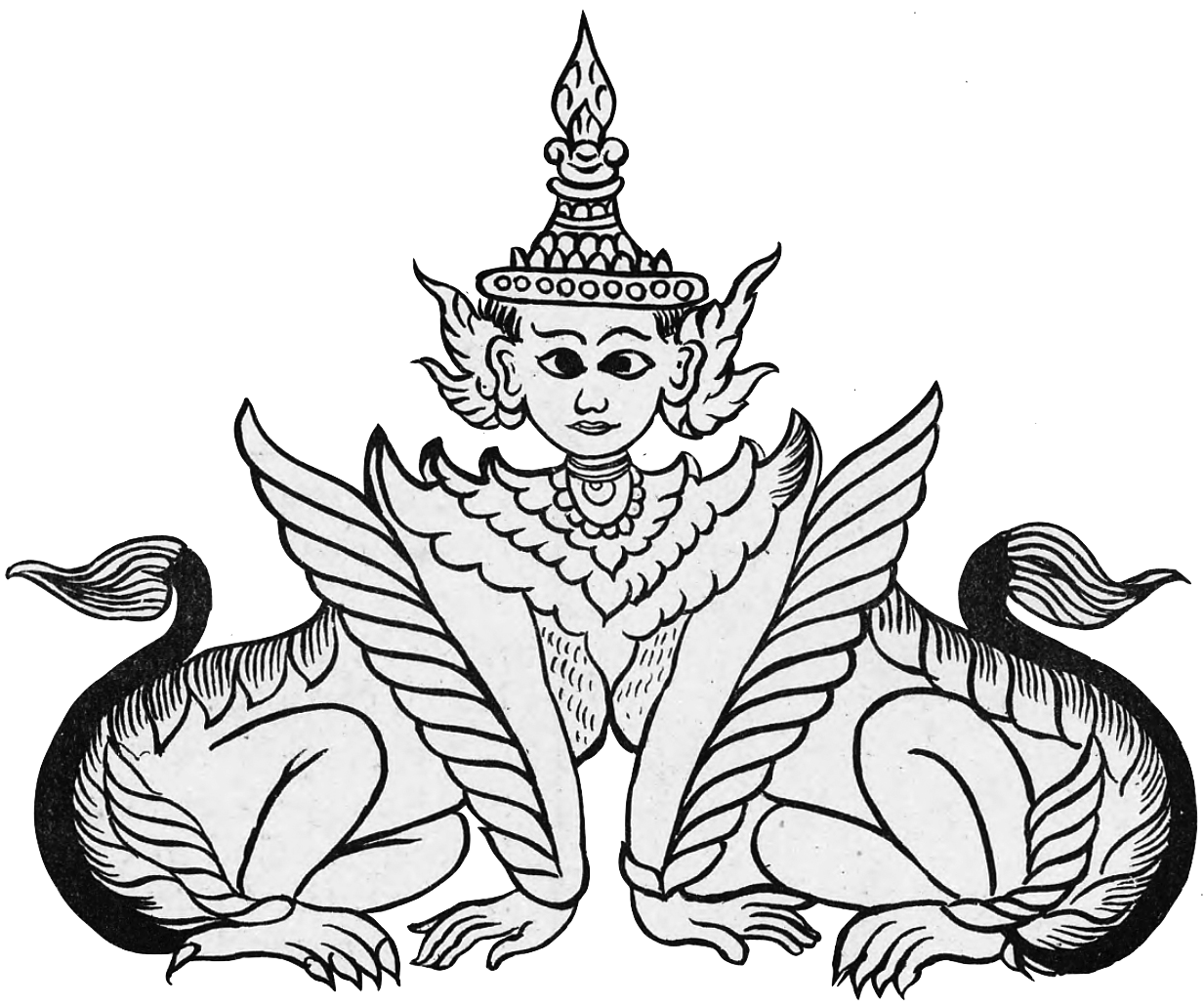
Manussiha

En 235 ans après Parinibbāna de Bouddha, le missionnaire bouddhiste de cinq mathērs (moines seniors) dirigé par Soṇa et Uttara est arrivé à Sudhammapura de Suvaṇṇabhūmi où le roi Sirīmāsoka régnait à cette époque. Comme la ville est près de la mer, les bīlūḥmas (ogresses) vivant dans la mer venaient manger les bébés des maisons royales. Le même jour où les missionnaires sont arrivés, la reine venait de mettre au monde un bébé et les 500 bīlūḥmas arrivaient. Les gens ont été sérieusement effrayés en les voyant. Les moines missionnaires ont ensuite utilisé leur pouvoir Abhiññā Iddhi pour créer 1000 images effrayantes, avec une tête humaine et deux quartiers arrière de lions (ainsi appelés Manussīha (Homme-lion)), pour entourer les bīlūḥmas qui ont pris peur et se sont enfuis après cela. Les moines récitent ensuite les protections Paritta pour empêcher le retour des bīlūḥs et autres mauvaises créatures. Tout le peuple se convertit au bouddhisme, et 3500 hommes dont 1500 princes furent volontairement ordonnés moines. Après cela, des figures de Manussīha dessinées sur des feuilles de palmier ont été placées comme des amulettes sur la tête des enfants pour les protéger des mauvaises créatures. Une statue rupestre de Mannusīha a été érigée sur la montagne au nord-est de Sudhammapura (aujourd'hui Thaton).